# Liste der Bodendenkmale in Molfsee
In der Liste der Bodendenkmale in Molfsee sind die Bodendenkmale der Gemeinde Molfsee nach dem Stand der Bodendenkmalliste des Archäologischen Landesamts Schleswig-Holstein von 2016 aufgelistet. Die Baudenkmale sind in der Liste der Kulturdenkmale in Molfsee aufgeführt.
| Denkmal-ID           | Befundart               | Bezeichnung              | Zeitstellung | Lage | Bemerkungen | Bild |
| -------------------- | ----------------------- | ------------------------ | ------------ | ---- | ----------- | ---- |
| aKD-ALSH-Nr. 003 311 | Grabmal > Großsteingrab | Steinkammer „Streitberg“ | Neolithikum  |      |             |      |